# Pietro Parigi
Pietro Parigi (Settimello, 20 settembre 1892 – Firenze, 5 ottobre 1990) è stato un incisore italiano.

## Biografia
Legato agli ambienti fiorentini vicini a Margherita Guidacci, lavorò per case editrici come Città di vita, che ha raccolto e conservato il suo archivio di lavoro, Vallecchi e Formiggini, illustrando opere di autori come Piero Bargellini e Giovanni Papini, e per riviste come "Il Frontespizio". Parte della sua opera è esposta in una mostra permanente, presso la Basilica di Santa Croce..